# Ellos las prefieren gordas
Ellos las prefieren gordas es el séptimo álbum de estudio del grupo español Orquesta Mondragón. Fue publicado en 1987.

## Título
En el título se ha querido buscar un homenaje, a modo de parodia, a la película Los caballeros las prefieren rubias (1953), de Howard Hawks. Curiosamente, ese mismo año, el grupo de pop también español Olé Olé, publicó un álbum precisamente titulado Los caballeros las prefieren rubias.

## Descripción
Se trata de un LP de rock, en el que abordan desde un punto de vista irónico, asuntos de la actualidad del momento, como el culto al cuerpo, la religión, el sida o la prostitución. En las letras colaboraron autores como Joaquín Sabina, Vicente Molina Foix y Eduardo Haro Ibars. Contiene también una adaptación del tema Delilah, que popularizara Tom Jones.

## Lista de canciones
| N.º | Título                          | Escritor(es)                                                         | Duración |  |
| 1.  | «Corazón de neón»               | Javier Gurruchaga, Joaquín Sabina, Tony Carmona                      | 4:48     |  |
| 2.  | «Rambo»                         | Javier Gurruchaga, Joaquín Sabina, Tony Carmona                      | 3:04     |  |
| 3.  | «Olvídate de mí»                | Javier Gurruchaga, Joaquín Sabina, Tony Carmona                      | 3:25     |  |
| 4.  | «Montaña rusa»                  | Eduardo Haro Ibars, Esteban Coll                                     | 3:03     |  |
| 5.  | «Mi Delilah»                    | Babbie Mason, Eduardo Haro Ibar, Les Reed                            | 3:51     |  |
| 6.  | «Cantando bajo la nieve»        | Bernardo Fuster, Eduardo Haro Ibar, Javier Gurruchaga, Javier Vargas | 3:33     |  |
| 7.  | «Esta noche es tu oportunidad»  | Javier Gurruchaga, Javier Vargas, Joaquín Sabina                     | 4:49     |  |
| 8.  | «Busque, compare cuál es mejor» | Javier Gurruchaga, Tony Carmona                                      | 3:34     |  |
| 9.  | «La viuda alegre»               | Eduardo Haro Ibar, Javier Gurruchaga, Tony Carmona                   | 3:33     |  |
| 10. | «Despierta y ponte a soñar»     | Javier Gurruchaga, Javier Vargas, Vicente Molina Foix                | 3:49     |  |
| 11. | «Ellos las prefieren gordas»    | Eduardo Haro Ibar, Javier Gurruchaga, Tony Carmona                   | 3:57     |  |